# Лена (Чувашия)
Ле́на (чув. Ленăяль) — поселок в Ядринском районе Чувашской Республики. Входит в состав Малокарачкинского сельского поселения.

## География
Находится в северо-западной части Чувашии, на расстоянии приблизительно 21 км на северо-восток по прямой от районного центра города Ядрин у границы с Республикой Марий Эл.

## История
Известен с 1926 года как хутор Эштек, с 1935 Эштеккарем, с 1940 — Лена . В 1927 году здесь было отмечено 7 человек, в 1939 — 25, в 1979 — 20. В 2010 году было 5 дворов, 2010 — 4 домохозяйства. В 1930 образован колхоз «Лена» («Ворошилов» с 1930), в 2010 действовал СХПК «Заря».

## Население
Постоянное население составляло 5 человек (чуваши 100 %) в 2002 году, 5 в 2010.